# Линда Пак
Линда Пак е американска актриса от корейски произход, която е известна с ролята си на Хоши Сато от телевизионния сериал Стар Трек: Ентърпрайз.

## Биография и творчество
Линда Пак е родена на 9 юли, 1978 г. в Сеул, Южна Корея, но е отгледана в Сан Хосе, Калифорния.
По-малко от година след като завършва Бостънския университет, получава ролята на Хоши Сато от петия Стар Трек сериал, Стар Трек: Ентърпрайз. Сато е комуникационният офицер на кораба. Парк говори английски, корейски и испански.
Живее в Лос Анджелис.